# Petr Sunkovský
Petr Sunkovský (* 9. listopadu 1964 Jesenice) je český politik, v letech 2006 až 2010 poslanec Poslanecké sněmovny PČR, v letech 2000 až 2008 zastupitel Středočeského kraje, člen ČSSD.

## Biografie
Absolvoval Stavební fakultu ČVUT v Praze. Působil ve stavebnictví a jako projektant, později coby soukromý podnikatel v tomto oboru. Je ženatý, má tři děti.
V komunálních volbách roku 1998, komunálních volbách roku 2002, komunálních volbách roku 2006 a komunálních volbách roku 2010 byl zvole za ČSSD do zastupitelstva města Jesenice. Profesně se k roku 1998 uvádí jako projektant, následně roku 2002 a 2006 jako starosta a k roku 2010 coby místostarosta. V roce 1998 se starostou Jesenice. Starostenský úřad zastával až do roku 2007.
V krajských volbách roku 2000 byl zvolen do Zastupitelstva Středočeského kraje za ČSSD. Mandát krajského zastupitele obhájil v krajských volbách roku 2004.
V roce 2006 se uvádí jako předseda Krajské odborné komise ČSSD pro bytovou poliitku a člen Výboru regionálnho rozvoje. Byl předsedou místní organizace ČSSD v Jesenici, předsedou OVV ČSSD Rakovník a členem KVV ČSSD v Středočeském kraji.
Ve volbách roku 2006 se stal za ČSSD členem dolní komory českého parlamentu (volební obvod Středočeský kraj). Byl členem sněmovního výboru pro veřejnou správu a regionální rozvoj a mandátového a imunitního výboru (v něm působil v letech 2009-2010 jako jeho místopředseda). Ve sněmovně setrval do voleb roku 2010.
V březnu 2010 čelil trestnímu oznámení pro podezření z podvodu a zneužívání pravomoci veřejného činitele. Jako starosta Jesenice měl bez souhlasu zastupitelstva prodat obecní pozemky za nevýhodnou cenu. Sunkovský to označil za účelovou předvolební kampaň cílenou na jeho poškození.